# Baptistkyrkan, Degerfors
För andra betydelser, se Baptistkyrkan.
Baptistkyrkan är en frikyrkobyggnad på Skyllbergsgränd 4 i Degerfors, uppförd 1909. Den tillhörde Degerfors baptistförsamling. En tidigare baptiskyrka uppfördes 1883 men togs över av Frälsningsarmén senare.